# Lowell (Michigan)
Lowell – miasto w Stanach Zjednoczonych, w stanie Michigan, w hrabstwie Kent, leżące nad rzeką Grand.